# Rafiki (Film)
Rafiki (dt. „Freundin“ bzw. „Freund“) ist ein kenianischer Film aus dem Jahr 2018. Unter der Regie von Wanuri Kahiu erzählt der Film, wie zwei junge Frauen trotz Widerständen von ihrer Familie und ihrer Gesellschaft zunächst eine Freundschaft und dann eine Liebesbeziehung aufbauen. Der Film trug zu einem Diskurs über Homosexualität in Kenia bei und war der erste kenianische Film, der auf den Internationalen Filmfestspielen von Cannes gezeigt wurde.

## Handlung
Kena arbeitet in dem kleinen Laden ihres Vaters John Mwaura in Nairobi, während dieser Politiker werden will und dafür einen Wahlkampf betreibt. Kena lebt bei ihrer Mutter, die von ihrem Vater getrennt ist und schlecht über ihren Vater spricht. Kena beginnt, mit Ziki zu flirten, einem Mädchen aus der Nachbarschaft mit bunten Haaren, das gleichzeitig die Tochter vom politischen Rivalen ihres Vaters ist, dem Politiker Peter Okemi. Kena und Ziki lernen sich kennen, gehen auf Dates und kommen sich schnell näher. Sie haben aber Angst, Zuneigung in der Öffentlichkeit zu zeigen, weil Homosexualität in Kenia illegal und sozial stigmatisiert ist.
Zikis Freundinnen werden eifersüchtig, dass ihre beste Freundin so viel Zeit mit Kena verbringt, und sie attackieren Kena. Ziki setzt sich für sie ein und nimmt sie mit zu sich nach Hause, um sich um ihre Wunden zu kümmern. Zikis Mutter erwischt die beiden dabei, wie sie sich küssen. Ziki und Kena laufen gemeinsam weg, werden aber von wütenden Leuten aus der Nachbarschaft gefunden und zusammengeschlagen. Sie werden verhaftet und jeweils von ihren Vätern am Polizeirevier abgeholt. Ziki darf Kena nicht mehr sehen und ihre Eltern schicken sie nach London. John hingegen weigert sich, Kena die Verantwortung für das, was passiert ist, zu geben und sie zu bestrafen, was allerdings auch das Ende seines Wahlkampfs und seiner politischen Karriere bedeutet.
Einige Jahre später ist Kena eine Ärztin in einem Krankenhaus und hört, dass Ziki zurück in Nairobi ist. Kena fährt in ihre alte Nachbarschaft. Der Film endet genau in dem Moment, in dem sie sich wiedertreffen.

## Entstehung
Der Film ist inspiriert durch die 2007 veröffentlichte Kurzgeschichte Jambula Tree der ugandischen Schriftstellerin Monica Arac de Nyeko. Wahuri Kaniu entschied sich, dem Film den Titel „Rafiki“ zu geben, was „Freundin“ oder „Freund“ auf Swahili bedeutet, weil Partner in gleichgeschlechtlichen Beziehungen häufig gezwungen sind, ihre Partner als „Freunde“ vorzustellen, selbst wenn sie eigentlich mehr sind als Freunde.
Es hat mehrere Jahre gedauert, bis die Filmemacher Fördergelder für den Film finden konnten. Während sie ursprünglich Gelder aus Kenia selbst erhalten wollten, suchten sie, als sie feststellten, dass das aufgrund der Thematik des Films nicht möglich sei, Koproduktionspartner in Europa sowie Fördergelder im Libanon und in den USA.
Farben spielen eine wichtige Rolle in der Inszenierung und im Szenenbild des Films. Die Filmemacher wollten zeigen, dass Nairobi eine sehr farbenfrohe Stadt ist. Gleichzeitig sind Szenen der Intimität zwischen Kena und Ziki in warmen und zarten Pastellfarben gehalten, im Gegensatz zu den starken und grellen Farbkontrasten im Rest des Films. Die Farbe Rosa ist prominent im Film, um zu visualisieren, dass der Film aus einer weiblichen Sicht gefilmt ist.
Rafiki war Samantha Mugatsias erster Film als Schauspielerin. Kahiu entdeckte sie auf einer Party und bat sie, für die Rolle der Kena vorzusprechen, weil sie einige Charakteristiken mit ihr teile. Sheila Munyiva, die Ziki spielte, dagegen hatte bereits Erfahrung als Filmschauspielerin.

## Veröffentlichung

### In Europa
Der Film hatte seine Uraufführung am 9. Mai 2018 in der Sektion Un Certain Regard der Internationalen Filmfestspiele von Cannes 2018.
In Deutschland wird der Film durch die Edition Salzgeber vertrieben und hatte seinen Kinostart am 31. Januar 2019.

### Verbot in Kenia
Rafiki wurde in Kenia vom zuständigen Kenya Film Classification Board (KFCB) verboten, aufgrund der positiven Darstellung von Homosexualität und lesbischer Liebe in Kenia, obwohl diese gegen das Gesetz verstoße. Das Komitee bat die Regisseurin, das positive und hoffnungsvolle Ende umzuändern. Kahiu weigerte sich, das zu tun, was mit zum Verbot des Films beitrug. Das KFCB kündigte an, dass Menschen im Besitz des Films sich strafbar machen würden. Das Verbot des Films wurde von internationalen LGBT-Aktivisten stark verurteilt.
Die Regisseurin des Films, Wanuri Kahiu, legte eine Beschwerde ein, um den Film in Kenia zeigen zu können und damit auch zugelassen zu sein, als kenianischer Kandidat für eine Nominierung als bester fremdsprachiger Film bei der Oscarverleihung 2019 eingesendet werden zu können. Am 21. September 2018 entschied das kenianische Höchstgericht, das Verbot aufzuheben, was es dem Film ermöglichte, mindestens sieben Tage in Kenia gezeigt zu werden und damit die Zulassungskriterien der Oscars zu erfüllen. Nach der Aufhebung des Verbots wurde der Film in ausverkauften Vorstellungen in Nairobi gezeigt. Trotz der Aufhebung des Verbots wurde der Film nicht als kenianischer Beitrag für die Oscars ausgewählt, stattdessen wurde der Film Supa Modo eingereicht.

## Auszeichnungen
Der Film wurde auf zahlreichen internationalen Filmfestivals gezeigt und gewann einige Preise. Samantha Mugatsia etwa gewann für ihre Darstellung der Kena den Schauspielerinnenpreis auf dem FESPACO 2019 in Ouagadougou, Burkina Faso.